# العاصفة (مسلسل تركي)
العاصفة (Fırtına)  هو مسلسل تلفزيوني تركي من بطولة بورتشين تيرزي اوغلو ومراد يلديريم. حظي بشعبية كبيرة في تركيا بنسبة مشاهدة بلغت الملايين من المتتبعين الأتراك أسبوعياً.
تم تصوير المسلسل في مدينة سورمين التابعة لمحافظة طرابزون بمنطقة البحر الأسود في تركيا.
يدور سيناريو المسلسل حول "علي" و"زينب " عاشقين يحبون بعضهم البعض، لكن آبائهم لا يريد لهم الزواج. لتتوالى الأحداث في مواقف طريفة بين مد وزجر.

## الممثلون
- إفريم ألاسيا